# Lesbianisme dans le monde arabe médiéval
Pour des articles plus généraux, voir Histoire des lesbiennes, Minorités sexuelles et de genre en Afrique et LGBT au Moyen-Orient et en Afrique du Nord.
Le lesbianisme dans le monde arabe médiéval est connu à travers des textes dont les plus anciens datent du ixe siècle. Les lesbiennes bénéficiaient d'une certaine notoriété dans les œuvres arabes du Moyen-Âge : elles étaient souvent identifiées comme telles et des légendes valorisaient des femmes pour l'amour fidèle qu'elles portaient à d'autres femmes.   
Le terme « lesbianisme » est utilisé dans cet article au sens large pour renvoyer à l'attirance, exclusive ou non, que des femmes éprouvent pour d'autres femmes. Il semble que la différence entre lesbiennes au sens strict et bisexuelles ait été connue de certains auteurs arabes du Moyen-Âge ; toutefois, dans la plupart des textes, il est difficile de savoir s'il est question de l'une ou l'autre catégorie.

## Termes arabes désignant le lesbianisme
Le terme arabe utilisé au Moyen-Âge pour désigner les relations sexuelles entre femmes est sahq, sihaq ou sihaqa ; et pour parler des lesbiennes, sahiqa, sahhaqa, et musahiqa. Il renvoie au frottement, comme les mots tribadisme, tribade, issus du grec τριβή, tribê (« frottage »),.
Sahar Amer, spécialiste de littérature comparée, souligne le fait qu'à la différence du monde arabe et musulman médiéval, l'Europe à la même époque n'avait pas l'usage d'un terme spécifique pour évoquer les relations sexuelles entre femmes. Elle indique également que le concept d'homosexualité réunissant les homosexualités masculine et féminine et s'opposant à l'hétérosexualité s'est forgé en Europe, et qu'il est inconnu de la tradition arabe médiévale.

## Traités scientifiques
Des textes médicaux du IXe siècle caractérisent le lesbianisme comme une disposition permanente chez certaines femmes. Un médecin du IXe siècle, Yuhanna ibn Masawaih, croyait trouver l'explication du lesbianisme dans le lait maternel ; selon lui, une mère qui allaite alors qu'elle a mangé certaines plantes (« du céleri, de la roquette, des feuilles de mélilot et les fleurs d'un oranger amer ») transmet à son enfant une démangeaison aux lèvres qui perdurera toujours.

## Textes juridiques
Les textes juridiques sont quasiment muets au sujet du lesbianisme, bien qu'ils traitent des relations sexuelles entre hommes. L'interdit porte de manière centrale sur les relations adultères impliquant un acte de pénétration ; on considérait que les lesbiennes ne pratiquaient pas la pénétration ; de ce fait elles n'intéressaient guère les juristes . 
Un auteur du xive siècle présente l'amour entre femmes comme admissible parce qu'il détourne une femme de la tentation d'une relation adultère avec un homme ; il écrit ainsi : « Sachez que le lesbianisme protège du déshonneur social ».

## Pratiques sociales lesbiennes
Un auteur du xiiie siècle, le Tunisien Shihab al-Din Ahmad al-Tifashi, évoque des lesbiennes contemporaines comme des femmes vivant en communauté et ayant développé un style de vie qui leur est propre, ou une « sous-culture » spécifique, dans un livre sur le plaisir érotique intitulé Le Délice des cœurs (Nuzhat al-albāb fīmā lā yūjad fī kitāb),. Certaines descriptions et anecdotes indiquent que les lesbiennes se parfument plus que d'autres, qu'elles sont très tatillonnes au sujet de leur mise vestimentaire, qu'elles portent aux autres femmes un amour plus passionné que ne l'est l'amour masculin, et sont plus disposées que les hommes à dépenser de l'argent pour celle qu'elles aiment. Celle qui joue un rôle actif est appelée « amante », celle qui joue un rôle passif, « bien-aimée ».
Une anecdote du même ouvrage représente un homme informé des relations sexuelles de sa femme avec d'autres femmes, et qui ne s'en offusque pas, parce qu'il pense que son épouse l'en appréciera davantage.

## Dans les œuvres littéraires

### Héroïnes lesbiennes légendaires
Dans des légendes arabes médiévales, le lesbianisme est associé à des sentiments d'amour authentique,. Une des histoires les plus populaires, que l'on tenait pour historique à l'époque, mais qui est vraisemblablement légendaire, est celle du couple formé au viie siècle par Hind Bint al-Nu`man, une Arabe chrétienne, fille du roi de Hira, et une Arabe polythéiste, Hind Bint al-Khuss al-Iyadiyyah, de Yamama en Arabie, connue sous le nom d'al-Zarqa'. Il s'agit de l'histoire d'un couple mixte (interreligieux) dans l'Irak préislamique. Elle est relatée notamment dans l' Encyclopédie des plaisirs (en) (Jawāmiʿ al-ladhdhah) écrite à la fin du Xe siècle par ʿAlī Ibn Naṣr al-Kātib. A la mort de sa compagne al-Zarqa', la princesse Hind se coupe les cheveux, prend le deuil, rejette les plaisirs mondains, fait construire un monastère auquel elle donne nom d’al-Zarqa’, et où elle attend la mort. L'auteur de l'Encyclopédie des plaisirs cite un poète anonyme qui dit au sujet de Hind Bint al-Nu`man : « Ô Hind, tu es plus fidèle à ta parole que les hommes. / Oh, la différence entre votre loyauté et la leur ! ». L'amour entre ces femmes est à l'évidence valorisé dans l'Encyclopédie des plaisirs.
Cette légende figurait antérieurement dans Livre des Chansons (Kitab al-Aghani) d'Abu al-Faraj al-Isfahani (mort vers 972). Elle est reprise dans le livre d'Al-Raghib al-Isfahan (mort vers l'an 1000), Les réponses toutes prêtes des hommes cultivés et la conversation des poètes et des orateurs (Mubadarat al-udaba' wa-muhawarat al-shu sara' wa-al-bulagha).

### Histoire de Qamar al-Zaman et de la princesse Boudour
Les Mille et Une Nuits sont un recueil de contes élaboré au cours du Moyen-Âge et dont le plus ancien fragment connu date du ixe siècle. Un de ces contes, « L'histoire de Qamar al-Zaman et de la princesse Boudour », évoque l'histoire d'une femme qui se travestit en homme et devient la compagne d'une autre femme. Elle a pu inspirer Yde et Olive, une chanson de geste du xiiie siècle écrite en ancien français.
La princesse Boudour, épouse du prince Qamar al-Zaman (ou Kamaralzamân), qui a disparu, se déguise en homme pour partir à sa recherche. Après un voyage de plusieurs jours, elle arrive dans une ville côtière, gouvernée par le roi Armanos, et capitale de l’île d’Ébène. Là, ayant pris l'identité de son mari, elle entre en relation avec le roi de l'île, qui l'accueille avec beaucoup d'égards. Le charme androgyne de la princesse Boudour alias le prince Qamar al-Zaman, séduit la cour. Le roi lui propose la main de sa fille âgée de 15 ans, Hayat-Alnefous (nom qui signifie en arabe la « vie des esprits »). La princesse Boudour se marie donc avec la jeune fille ; le conte relate leur nuit de noces (leur nudité, leurs caresses, l'initiation de la plus jeune aux plaisirs sexuels) et évoque de manière générale la relation qui s'établit entre elles. Elles s'entendent pour vivre en « sœurs » jusqu'au retour du prince Qamar al-Zaman. Boudour continue à jouer un rôle masculin devant les courtisans, et retrouve le soir son identité féminine auprès de Hayat. Le dénouement est relativement conventionnel : le prince Qamar al-Zaman revient, et mène une existence polygame aux côtés de la princesse Boudour et de la jeune Hayat qu'il épouse. Selon Sahar Amer, représenter un travestissement est une manière de remettre en question l'idéal hétéronormatif du mariage et offre un moyen de parler de l'homosexualité.

### Couples littéraires
Dans un livre intitulé Catalogue (al-Fihrist), l'auteur, al-Nadim (mort vers 995) liste les noms de 12 couples lesbiens connus à l'époque.
Les oeuvres dans lesquels ces lesbiennes sont évoquées ont été perdues. 
- Livre de Rihana et Qoronfel (Kitab Rihana wa Qoronfel)
- Livre de Ruqayya et Khadija (Kitab Ruqayya wa Khadija)
- Livre de Mo'ees et Zakiyya
- Livre de Sakinaet al-Rabab
- Livre de al-Ghatrifa et al-Dhulafa'
- Livre de Hind et Bint al-Nu'man (selon toute probabilité, il s'agit du couple formé par al-Zarqa et Hind Bint al-Nu'man)[3].
- Livre de 'Abda al-'Aqila et 'Abda al-Ghaddara
- Livre de Lu'lu'a et Shatira
- Livre de Najda et Zu'um
- Livre de Salma et Suaad
- Livre de Sawab et Surur (les noms signifient « justice » et « bonheur »)[3]
- Livre de al-Dahma' et Nisma

## Premiers textes arabes sur le lesbianisme
- Le tout premier texte connu sur les lesbiennes arabes est perdu ; il date du viiie siècle : Le tribadisme des femmes constitue la fornication entre elles (Sihaq al-nisa zinan baynahunna), un texte juridique attribué à un juriste (« faqih ») syrien, Makhul, mort vers 733[3].
- La voie raisonnable de la relation à l'aimé.e (Rashd al-Labeeb Ila Mu’asharat al-Habib), publié en 850[9] par Ahmad Bin Mohamad Bin ‘Ali al-Yemeni, comporte un chapitre sur les lesbiennes[4] ; rééd. chez Dar al-Insha' lil'Sihafah wa'l-Tiba'ah wa'l-Nashr, Beyrouth, 2002.
- Livre sur les lesbiennes (Kitab al-sahaqat), de Abul-'Anbas al-Saymari, fin du IXe siècle ; cet ouvrage est perdu[3].